# Revolutionäre Armee der Befreiung Nord-Nigers
Die Revolutionäre Armee der Befreiung Nord-Nigers (französisch Armée Révolutionnaire de Libération du Nord-Niger, kurz ARLNN) war eine paramilitärische Organisation in Niger.
Die ARLNN gehörte zu den wichtigsten irredentistischen Tuareg-Organisationen der 1990er Jahre, die für Angriffe gegen staatliche und private Einrichtungen verantwortlich waren. Sie wurde im Juni 1993 als Abspaltung von der Befreiungsfront des Aïr und Azawad gegründet. Ihr Anführer war Attaher Abdoulmoumine. Die ARLNN forderte eine weitgehende politische, wirtschaftliche, soziale und kulturelle Autonomie für die von Tuareg besiedelten Gebiete. Sie bestand aus höchstens einhundert ständigen Kämpfern. Ihr Operationsgebiet teilte sie mit der Patriotischen Front der Befreiung der Sahara. Die ARLNN koordinierte sich ab 11. September 1993 mit anderen Tuareg-Paramilitärs in der Koordination des bewaffneten Widerstands. 1994 und 1995 spalteten sich insgesamt drei Splittergruppen von der ARLNN ab. Die Organisation wurde nach den Friedensverträgen mit der nigrischen Regierung im April 1995 aufgelöst.